# Liste des lieux patrimoniaux de la Mauricie
Liste des lieux patrimoniaux de la Mauricie inscrit au répertoire des lieux patrimoniaux du Canada.

## Liste
- Haut – A
- B
- C
- D
- E
- F
- G
- H
- I
- J
- K
- L
- M
- N
- O
- P
- Q
- R
- S
- T
- U
- V
- W
- X
- Y
- Z

| [ 1 ] | Lieu patrimonial                                                               | Illustration                                                                   | Municipalité                 | Adresse                          | Coordonnées          | No    | Constr.              | Prot.                | Rec.      | Notes  |
| ----- | ------------------------------------------------------------------------------ | ------------------------------------------------------------------------------ | ---------------------------- | -------------------------------- | -------------------- | ----- | -------------------- | -------------------- | --------- | ------ |
| M     | Calvaire Lacoursière                                                           | Calvaire Lacoursière                                                           | Batiscan                     | Rang Nord                        | 46.523833 -72.244944 | 8935  | 1905                 | IP cité              | 2000      |        |
| P     | Site patrimonial du Vieux-Presbytère-de-Batiscan                               | Site patrimonial du Vieux-Presbytère-de-Batiscan                               | Batiscan                     | 340, rue Principale              | 46.482111 -72.25825  | 6604  | 1816                 | SP classé            | 1984      |        |
| P     | Église de Notre-Dame-de-la-Visitation                                          | Église de Notre-Dame-de-la-Visitation                                          | Champlain                    | Rue Notre-Dame                   | 46.441611 -72.342861 | 9339  | 1879                 | IP classé            | 2001      |        |
| M     | Résidence du Bon-Pasteur                                                       | Résidence du Bon-Pasteur                                                       | Champlain                    | 982, rue Notre-Dame              | 46.440889 -72.342306 | 8832  | 1883                 | IP cité              | 1993      |        |
| P     | Pont Ducharme                                                                  | Pont Ducharme                                                                  | La Bostonnais                | Rue de l'Église                  | 47.519861 -72.681    | 12000 | 1946                 | IP classé            | 2006      |        |
| M     | Brown Community Club                                                           | Brown Community Club                                                           | La Tuque                     | 29, rue Beckler                  | 47.442305 -72.788806 | 5779  | 1921                 | IP cité              | 1988      |        |
| F     | Gare du Canadien National/VIA Rail                                             | Gare du Canadien National/VIA Rail                                             | La Tuque                     | 5, rue Latagne                   | 48.109953 -75.358958 | 4580  | 1920                 | GFP                  | 1995      |        |
| P     | Maison Joseph-Louis-Léandre-Hamelin                                            | Maison Joseph-Louis-Léandre-Hamelin                                            | Louiseville                  | 11, avenue Saint-Laurent Ouest   | 46.255944 -72.939667 | 4329  | 1898                 | IP reconnu IP classé | 1987 2012 |        |
| P     | Ancien presbytère de Saint-Joseph-de-Maskinongé                                | Ancien presbytère de Saint-Joseph-de-Maskinongé                                | Maskinongé                   | 167, route du Pied-de-la-Côte    | 46.235278 -73.044917 | 1701  | 1811                 | IP classé            | 1977      |        |
| P     | Magasin général Le Brun                                                        | Magasin général Le Brun                                                        | Maskinongé                   | 192, route du Pied-de-la-Côte    | 46.229222 -73.070306 | 5298  |                      | SH reconnu SP classé | 1981 2012 |        |
| P     | Maison Doucet                                                                  | Maison Doucet                                                                  | Maskinongé                   | 184, route du Pied-de-la-Côte    | 46.231889 -73.064556 | 1730  | 1765 et 1794 (entre) | IP classé            | 1978      |        |
| M     | Caserne Patrick-Douville                                                       | Caserne Patrick-Douville                                                       | Saint-Adelphe                | 391, rue Principale              | 46.735194 -72.433667 | 6218  | 1930                 | IP cité              | 2004      |        |
| P     | Site archéologique des Forges-Grondin                                          | Site archéologique des Forges-Grondin                                          | Saint-Boniface               | Chemin du Lac-des-Iles           | 46.503111 -72.869722 | 15241 | 1878                 | SP classé            | 1987      |        |
| M     | Église de Saint-Léon-le-Grand                                                  | Église de Saint-Léon-le-Grand                                                  | Saint-Léon-le-Grand          | 701, rue de la Fabrique          | 46.313639 -72.935361 | 8421  | 1824                 | IP cité              | 1999      | [ 3 ]  |
| M     | Pont couvert de Saint-Mathieu                                                  | Pont couvert de Saint-Mathieu                                                  | Saint-Mathieu-du-Parc        | Chemin de la Terrasse-des-Chutes | 46.602889 -72.884056 | 9779  | 1936                 | IP cité              | 2001      |        |
| P     | Annexe de l'Ancienne-Centrale-Hydroélectrique-de-Saint-Narcisse                | Annexe de l'Ancienne-Centrale-Hydroélectrique-de-Saint-Narcisse                | Saint-Narcisse               |                                  | 46.555528 -72.413972 | 10414 | 1904                 | IP classé            | 1963      | [ 4 ]  |
| M     | Maison Dupont                                                                  | Maison Dupont                                                                  | Saint-Narcisse               | 351, Rue Principale              | 46.563777 -72.4705   | 8115  | 1871                 | IP cité              | 2004      |        |
| P     | Site patrimonial de l'Ancienne-Centrale-Hydroélectrique-de-Saint-Narcisse      | Site patrimonial de l'Ancienne-Centrale-Hydroélectrique-de-Saint-Narcisse      | Saint-Narcisse               |                                  | 46.555583 -72.412417 | 6881  | 1897                 | IP classé IP classé  | 1963 1964 |        |
| F     | Gare du Canadien Pacifique                                                     | Gare du Canadien Pacifique                                                     | Sainte-Anne-de-la-Pérade     | Rue Monseigneur-Laflèche         | 46.5765 -72.2030     | 6898  | 1877                 | GFP                  | 1994      |        |
| P     | Maison Rivard-Dit-Lanouette                                                    | Maison Rivard-Dit-Lanouette                                                    | Sainte-Anne-de-la-Pérade     | 791, rue Sainte-Anne             | 46.568167 -72.195083 | 4319  | 1759 et 1771 (entre) | IP classé            | 1988      |        |
| P     | Calvaire de la Rivière-à-Veillet                                               | Calvaire de la Rivière-à-Veillet                                               | Sainte-Geneviève-de-Batiscan | Rue Principale                   | 46.530333 -72.339278 | 13235 | 1827                 | IP cité              | 2002      |        |
| F     | Ancienne aluminerie de Shawinigan                                              | Ancienne aluminerie de Shawinigan                                              | Shawinigan                   | 1, rue des Érables               | 46.540130 -72.763733 | 13260 | 1899                 | LHN                  | 2002      |        |
| M     | Auberge Grand-Mère                                                             | Auberge Grand-Mère                                                             | Shawinigan                   | 10, 6e Avenue                    | 46.620444 -72.680889 | 13260 | 1897                 | IP cité Abrogation   | 2008 2010 | [ 5 ]  |
| F     | Église Notre-Dame-de-la-Présentation                                           | Église Notre-Dame-de-la-Présentation                                           | Shawinigan                   | 835, 2e Avenue                   | 46.527481 -72.750332 | 12766 | 1924                 | LHN                  | 2004      |        |
| F     | Gare du Canadien National                                                      | Gare du Canadien National                                                      | Shawinigan                   | 1560, chemin de CN               | 46.5490 -72.7450     | 4598  | 1929                 | GFP                  | 1994      |        |
| F     | Gare du Canadien Pacifique                                                     | Gare du Canadien Pacifique                                                     | Shawinigan                   | Rue de la Station                | 46.5465 -72.749802   | 4607  | 1927                 | GFP                  | 1994      |        |
| F     | Gîte Andrew                                                                    | Gîte Andrew                                                                    | Shawinigan                   | Lac-à-la-Pêche                   | 46.675767 -72.864375 | 15984 | 1886 et 1914 (entre) | ÉFP reconnu          | 1991      |        |
| F     | Gîte Wabenaki                                                                  | Gîte Wabenaki                                                                  | Shawinigan                   | Lac-à-la-Pêche                   | 46.676635 -72.864203 | 15985 | 1886 et 1914 (entre) | ÉFP reconnu          | 1991      |        |
| P     | Poste d'incendie et de police Numéro-Deux-de-Shawinigan                        | Poste d'incendie et de police Numéro-Deux-de-Shawinigan                        | Shawinigan                   | 1993, avenue Champlain           | 46.554056 -72.743528 | 1744  | 1922                 | IP reconnu IP classé | 2003 2012 |        |
| P     | Ancienne prison de Trois-Rivières                                              | Ancienne prison de Trois-Rivières                                              | Trois-Rivières               | 842, rue Saint-Pierre            | 46.345 -72.539306    | 4076  | 1822                 | IP classé            | 1978      |        |
| P     | Calvaire de Trois-Rivières-Ouest                                               | Calvaire de Trois-Rivières-Ouest                                               | Trois-Rivières               | Rue Notre-Dame Ouest             | 46.305527 -72.590722 | 7202  | 1820                 | IP classé            | 1983      |        |
| M     | Chapelle funéraire Montour-Malhiot                                             | Chapelle funéraire Montour-Malhiot                                             | Trois-Rivières               | 11900, rue Notre-Dame Ouest      | 46.288389 -72.688306 | 12378 | 1870                 | IP cité              | 2007      |        |
| P     | Cimetière Saint-James                                                          | Cimetière Saint-James                                                          | Trois-Rivières               | Rue Saint-François-Xavier        | 46.346 -72.540444    | 6897  | 1808                 | IP classé            | 1962      |        |
| F     | Complexe historique de Trois-Rivières                                          | Complexe historique de Trois-Rivières                                          | Trois-Rivières               | Rue des Ursulines                | 46.343786 -72.537051 | 15071 |                      | LHN                  | 1962      | [ 6 ]  |
| M     | Édifice Lampron                                                                | Édifice Lampron                                                                | Trois-Rivières               | 1610, rue Bellefeuille           | 46.342222 -72.55     | 1417  | 1916                 | IP cité              | 2004      |        |
| F     | Forges du Saint-Maurice                                                        | Forges du Saint-Maurice                                                        | Trois-Rivières               | 10000, boulevard des Forges      | 46.398242 -72.662221 | 11709 | 1730                 | LHN                  | 1919      | [ 7 ]  |
| F     | Fort Trois-Rivières                                                            | Fort Trois-Rivières                                                            | Trois-Rivières               | Rue des Casernes                 | 46.34194 -72.53861   | 18990 | 1634                 | LHN                  | 1920      |        |
| F     | Gare de VIA Rail                                                               | Gare de VIA Rail                                                               | Trois-Rivières               | 1075, rue Champflour             | 46.3490 -72.55       | 4518  | 1924                 | GFP                  | 1990      |        |
| M     | Maison Dufresne                                                                | Maison Dufresne                                                                | Trois-Rivières               | 2860, chemin du Lac-Saint-Pierre | 46.286417 -72.687556 | 12389 | 1850 (vers)          | IP cité              | 2001      |        |
| P     | Maison Georges-De Gannes                                                       | Maison Georges-De Gannes                                                       | Trois-Rivières               | 834, rue des Ursulines           | 46.343694 -72.537194 | 5499  | 1756 (vers)          | IP classé            | 1961      | [ 8 ]  |
| P     | Maison Hertel-De La Fresnière                                                  | Maison Hertel-De La Fresnière                                                  | Trois-Rivières               | 802, rue des Ursulines           | 46.343889 -72.536972 | 4318  | 1829                 | IP classé IP classé  | 1961 2005 | [ 8 ]  |
| P     | Maison Philippe-Verrette                                                       | Maison Philippe-Verrette                                                       | Trois-Rivières               | 732, rue Saint-François-Xavier   | 46.348669 -72.542778 | 1742  | 1910                 | IP classé            | 1991      |        |
| F     | Manège militaire                                                               | Manège militaire                                                               | Trois-Rivières               | 574, rue Saint-François-Xavier   | 46.347920 -72.541470 | 4351  | 1907                 | ÉFP reconnu          | 1991      |        |
| P     | Manoir Boucher-De Niverville                                                   | Manoir Boucher-De Niverville                                                   | Trois-Rivières               | 168, rue Bonaventure             | 46.343667 -72.540444 | 5505  | 1668 (vers)          | IP classé            | 1960      | [ 9 ]  |
| P     | Manoir de Tonnancour                                                           | Manoir de Tonnancour                                                           | Trois-Rivières               | 864, rue des Ursulines           | 46.343 -72.538583    | 6983  | 1797                 | IP classé            | 1966      | [ 6 ]  |
| M     | Manoir des Jésuites                                                            | Manoir des Jésuites                                                            | Trois-Rivières               | 555, rue Notre-Dame Est          | 46.368 -72.499778    | 8277  | 1742                 | IP cité              | 2000      |        |
| M     | Mausolée des Évêques-de-Trois-Rivières                                         | Mausolée des Évêques-de-Trois-Rivières                                         | Trois-Rivières               | 3400, boulevard des Forges       | 46.352472 -72.574917 | 10997 | 1966                 | IP cité              | 2007      | [ 10 ] |
| P     | Mausolée des Évêques-de-Trois-Rivières                                         | Mausolée des Évêques-de-Trois-Rivières                                         | Trois-Rivières               | 3400, boulevard des Forges       | 46.352472 -72.574917 | 13967 | 1966                 | IP classé            | 2009      | [ 11 ] |
| P     | Moulin à vent de Trois-Rivières                                                | Moulin à vent de Trois-Rivières                                                | Trois-Rivières               | 3351, boulevard des Forges       | 46.349528 -72.575028 | 1755  | 1781                 | IP classé            | 1961      |        |
| P     | Moulin seigneurial de Tonnancour                                               | Moulin seigneurial de Tonnancour                                               | Trois-Rivières               | 11930, rue Notre-Dame Ouest      | 46.287972 -72.689639 | 8104  | 1765 et 1788 (entre) | IP classé            | 1975      | [ 12 ] |
| P     | Place d'Armes                                                                  | Place d'Armes                                                                  | Trois-Rivières               | Rue des Ursulines                | 46.342972 -72.538139 | 5251  |                      | IP classé            | 1960      | [ 6 ]  |
| M     | Site du patrimoine de l'usine de filtration de la Canadian International Paper | Site du patrimoine de l'usine de filtration de la Canadian International Paper | Trois-Rivières               | 200, avenue des Draveurs         | 46.348889 -72.5325   | 15816 |                      | SP cité              | 2007      |        |
| P     | Site patrimonial de Trois-Rivières                                             | Site patrimonial de Trois-Rivières                                             | Trois-Rivières               |                                  | 46.343055 -72.538056 | 9338  |                      | SP déclaré           | 1964      |        |
| P     | Site patrimonial des Récollets-de-Trois-Rivières                               | Site patrimonial des Récollets-de-Trois-Rivières                               | Trois-Rivières               | 787-811, rue des Ursulines       | 46.34378 -72.53683   | 11211 |                      | SP reconnu SP classé | 2003 2012 | [ 8 ]  |
| P     | Site patrimonial du Moulin-Seigneurial-de-Tonnancour                           | Site patrimonial du Moulin-Seigneurial-de-Tonnancour                           | Trois-Rivières               | 11930, rue Notre-Dame Ouest      | 46.287972 -72.689639 | 8105  |                      | SP classé SP classé  | 1991 2006 |        |
| P     | L'Enfilade-de-Maisons-en-Brique-Rouge-de-Yamachiche                            | L'Enfilade-de-Maisons-en-Brique-Rouge-de-Yamachiche                            | Yamachiche                   | Rue Sainte-Anne                  | 46.282222 -72.830833 | 10188 | 1850 et 1900 (entre) | SP classé            | 2008      |        |
| P     | Maison Louis-Léon-Lesieur-Desaulniers                                          | Maison Louis-Léon-Lesieur-Desaulniers                                          | Yamachiche                   | 571, rue Sainte-Anne             | 46.282528 -72.830694 | 4320  | 1860 et 1865 (entre) | IP classé            | 1990      | [ 13 ] |
| P     | Maison Nérée-Beauchemin                                                        | Maison Nérée-Beauchemin                                                        | Yamachiche                   | 711, rue Sainte-Anne             | 46.283778 -72.828556 | 4316  | 1867                 | IP classé            | 1978      |        |